# Maravedí
El maravedí fue una antigua moneda española que se originó como una moneda de cuenta en la península ibérica en torno al siglo XI. Inicialmente, no era una moneda física, sino una moneda de cuenta utilizada para realizar cálculos y contabilidad. Su valor estaba vinculado al marco, una unidad de peso utilizada en Europa Occidental durante la Edad Media.

## Origen e historia

### Etimología
El maravedí tiene sus raíces en la moneda musulmana conocida como “marawarid” que circulaba en la España islámica durante la Edad Media. Con la expansión de los reinos cristianos en la Reconquista  la moneda continuó siendo utilizada, aunque su valor variaba a lo largo del tiempo y la región. Tras la Reconquista el maravedí experimentó una transformación significativa que adaptó a la economía cristiana. 
Se ha pretendido resolver esta laguna histórica, en aparente disyuntiva, suponiendo que los textos primitivos de tales documentos están alterados, pues los que han llegado a nosotros son copias posteriores, y que los precios o multas se consignaron transliterados a las monedas corrientes de cuando se hicieron estas copias, pero sea como fuere, lo cierto es:

a fines del siglo XII d. C. y principios del XIII d. C., durante el reinado de Alfonso VIII,el maravedí tenía una existencia perfectamente real, determinada, llamándose así a los dinares almorávides, que aquel rey cristiano de Castilla imitó a su vez, acuñando moneda de oro, de peso y de valor equivalente, escritas en caracteres arábigos, variando tan solo un poco el texto de las leyendas, e introduciendo entre ellas el signo de la cruz.

- El maravedí, ya fuera originalmente árabe o cristiano, corrió indistintamente entre ambos habitantes poseedores de reinos en la Península, vulgo denominado también, en las diversas lenguas de los reinos peninsulares, como mitcales de oro, moravitines o alfonsíes.

- Los contadores judíos tomaban, por aquel tiempo, indistintamente los unos o los otros, fueran maravedís musulmanes o cristianos.

Los documentos son tan abundantes que apenas hay fuero o escritura de los tiempos de Alfonso VIII hasta Fernando III el Santo, que no hablen de maravedises, como superior moneda corriente:

El fuero de Córdoba, dado a esta ciudad por el rey santo, redimía la pena del homicidio, en ciertos casos, por 270 maravedís.

### Acuñaciones
Durante la Edad Media, el maravedí fue acuñado en diversas denominaciones y materiales, siendo la plata la más común. 
En sus inicios el maravedí era una moneda de oro, que se acuñaron principalmente durante los reinados de Alfonso X y sus sucesores en Castilla. Con el tiempo, la plata se convirtió en el metal principal para la acuñación de maravedíes. Estos fueron emitidos en varias denominaciones y estuvieron en circulación durante períodos significativos. 
Durante el reinado de los Reyes Católicos se introdujo una nueva denominación llamada “maravedí de vellón”, que era una aleación de plata-cobre y coexistieron con los de maravedíes de plata durante algún tiempo. 
A partir del siglo XVI se emitieron maravedíes de cobre en grandes cantidades, estos eran de menor valor y se utilizaban para transacciones cotidianas. 
La historia y la evolución del maravedí están marcados por cambios constantes en el sistema monetario, fluctuaciones en el valor y adaptaciones a las necesidades económicas de la época. Además, las acuñaciones específicas pueden variar según el reinado y las circunstancias políticas y económicas de cada período.
Con el paso del tiempo y con la adopción del sistema decimal a finales del siglo XIX, el maravedí cesó en su acuñación como moneda oficial, siendo sustituido por el Real español.

### Modificación del sistema ponderal romano
Alfonso X, el rey sabio, amante de la cultura, fue introductor de novedades e ideó, entre otras cosas, modificar el sistema ponderal que venía rigiendo en España desde el tiempo de los romanos, y que había sido sustituido en el resto de Europa por otro de origen muy distinto.
El marco de Colonia, fue desde entonces aceptado como patrón para los pesos, al historiar la nueva Metrología designada por Alfonso X, hallamos disposiciones tan explícitas como la carta de Sevilla de 14 de abril de 1299, dada a León, en la que tratando de unificar en todos los reinos las pesas y medidas, decía:

E de los pesos ponemos el marco Alfonsí, que es este que vos enviamos, en que a ocho onças, e en la onza la media, e quarta, e ochava. E en la libra aya dos marcos, que son diez e sex onças. E ponemos arroba, en que aya veynte cinco libras. E en el quintal quatro arrobas, que son cient libras.

Tal es el sistema ponderal que introducía el apelado rey, concluyendo con el antiguo romano, en vigor hasta entonces.

### Sustitución del maravedí por la dobla de oro
Es principio inconcuso (indiscutido) que el peso de la moneda ha tenido que responder en todo tiempo al ‹sistema ponderal corriente› (vigente, en uso), así que al ocurrir cambio tan completo en la ‹metrología hispana›, no podía menos que modificarse también el sistema monetario a él correspondiente.

Los maravedís castellanos y moriscos, de una sexta parte de la onza antigua, debían su talla a un sistema ponderal distinto al que se introducía, por lo que era imposible equipararlos con los divisores del marco de Colonia cuyo peso era de 3,8 a 3,85 gramos.
Tenía pues que desaparecer el maravedí y ser sustituido por otra áurea moneda, que fuera divisora del nuevo tipo ponderal, entonces y por esta razón, apareció la dobla, moneda algo equivalente, aunque superior al maravedí, que desde el momento de su aparición representaba la cincuentava parte del marco de Colonia, cuyo peso medio era de 4,50 gramos, 0,65 más que el maravedí. 

D. Alfonso X fue el primero que ordenó la acuñación de la dobla de oro, dándole vida para varios reinados, hasta que degenerada, fue sustituida por otro tipo de más crédito, en los días de los Reyes Católicos.

La dobla quedó desde entonces como el tipo de la moneda superior de aquel tiempo pesando la cincuentava parte del marco, venía a representar el papel del maravedí, al que sustituía, lo que antes se había contratado por maravedises, desde entonces debía valorarse por doblas, pero no por esto se eliminaba el sistema de los maravedís, aún se seguía contando por ellos.

### Sustitución del maravedí por moneda de plata
Hasta entonces los reyes de Castilla habían acuñado sólo el vellón, y por último el oro, aún no existía la moneda de plata castellana. Como se ha dicho, Alfonso X fue quien designó, al comienzo de su reinado, acuñar moneda nueva en oro y plata en razón al marco de Colonia.
Al introducirse la plata había que darle algún nombre a las piezas que de ella se acuñaran, y como en oro se había inaugurado la dobla, por las nuevas monedas de plata se pretendía continuar el sistema de los maravedises, se estimó oportuno acuñar unas piezas de plata de módulo aproximado a aquellos y de talla tal, que dada la relación que se establecía entre ambos metales ricos, «seis de plata valieran tanto como uno de oro», y por esto se les llamaron maravedís blancos o burgaleses.
Así se venía a continuar por la plata el sistema antiguo del oro, bajo el que existían tantos contratos, y de este modo, si en el oro se introducía un nuevo sistema, en la plata se transigía con el pasado, que por tal medio se continuaba. En esto estaría, además, la razón de las equivalencias del maravedí de oro con el de plata.

## Historia (en síntesis)
La acuñación de moneda en Castilla comenzó durante el reinado de Alfonso VI, después de la conquista de Toledo (1085), siendo su primer numerario el dinero y el óbolo de vellón, a semejanza de otros reinos españoles. Alfonso VIII de Castilla empezó a labrar el oro hacia el año 1172, y poco después lo hizo Fernando II de León en piezas llamadas maravedís o morabetís, con un peso aproximado de 3,8 gramos cada una.
A fines del siglo XII d. C. y principios del XIII, el nombre maravedí significaba «moneda almorávide», siendo por entonces las de Castilla arábigas y bilingües, es decir, tenían forma arábiga con fondo y significación cristiana en las leyendas árabes. Llevaban una pequeña cruz y el nombre del rey Alfonso en latín, y estaban fechadas por los años de la Era Hispánica, de 1214 a 1255. Se usaron para facilitar el comercio con los musulmanes en los dominios de Castilla.
Después de Alfonso X los maravedís fueron reemplazados por las doblas, de a cincuenta y un marco, y se subdividieron poco después en otras piezas del mismo género, hasta el valor de cincuenta doblas, durante el reinado de Enrique IV. Estas monedas, algo disminuidas, recibieron luego el nombre de enriques en tiempo de Enrique IV y de excelentes bajo los Reyes Católicos. Para unos y otros se admitieron sus múltiplos y sus mitades. 
Alfonso X el Sabio acuñó monedas castellanas de plata fina, el grueso maravedí de plata o burgalés equivalente a la sexta parte del abolido maravedí de oro. El burgalés se transformó luego en el maravedí novén, que era su cuarta parte, y durante los reinados de Alfonso XI y Pedro I se acuñó el real de plata, que valía una doceava parte de la dobla de oro y el triple del maravedí novén (sólo el doble de este en tiempo de Alfonso XI), para subdividirse luego en medios y cuartos de real.

### El maravedí alfonsí y los cinco sueldos (1172-1187)
El primer modelo monetario no presenta más que el cambio de la moneda de oro que siendo antes el maravedí almorávide perpetuado por las distintas taifas es ahora adoptado por el reino castellano al verse obligado a acuñar su propia moneda forzado por las circunstancias. Se siguen los parámetros anteriores en lo que concierne a su aspecto externo y a su fineza sin más cambios que los obligados en las leyendas por la propia personalidad y religión del soberano que ahora los emite. Este primer sistema monetario se articula en torno a las siguientes equivalencias:
- Un maravedí alfonsí = 3,84 g de oro

- Cambio oro / plata = 6,607 ~ 6 ⅔

- Un maravedí alfonsí = 25,6 g de plata
- Un maravedí alfonsí = 5 sueldos = 60 dineros
- Un dinero = 0,427 g de plata
- Un marco de plata = 9 maravedís de cuenta

El primer documento de relevancia que se puede utilizar detalla la compra en 1178 por parte de don Miguel, obispo de Coímbra, de una determinada cantidad de plata sin amonedar por su correspondiente precio en monedas de oro. Se acuerda el pago de «LXVIII morabetinos auri» por 7,5 marcos de plata. De donde sale que cada marco vendría a valer 9,067 maravedís de oro con lo que la relación oro / plata era en esos momentos de 6 ⅔. La utilización de un documento portugués,  ya que la relación de cambio entre los dos metales preciosos no viene dada por una decisión particular del poder político sino por la coyuntura económica internacional, por lo que su valor es semejante entre los países de una misma área. La división del maravedí de cuenta en cinco sueldos o sesenta dineros que hemos utilizado está documentada en un escrito toledano de 1226 por el que se llega a una concordia entre el gremio de «conejeros», cazadores de esta especie animal, y el canónigo don Alfonso Meléndez sobre el paso y estancia por sus tierras. El arreglo está motivado por el incumplimiento que aquellos han hecho de un acuerdo anterior de 1164 en el que se establecía para estos casos: «como multa la caza que lleva más sesenta dineros de a cinco sueldos el mizcal». Esta misma subdivisión está presente en el fuero de Santa María de Cortes (1182, enero): «Item omnes soldi qui pectati fuerint per calumnia vel per coto V. computentur pro morbetin vno». De igual manera el vecino reino de León parece seguir los mismos patrones que en Castilla, quizás heredados de tiempos anteriores cuando ambos reinos compartían un mismo gobierno durante el reinado de Alfonso VII. Documentos gallegos de los años 1186, 1190 y 1203 nos dan un valor por «marcha argenti canonice» de 45 sueldos, dos de ellos, y 45 ½ sueldos, el restante.

### El maravedí alfonsí nuevo (A) y los cinco sueldos (1187-1217)
En 1187 se produjo una alteración considerable en el sistema monetario castellano al hacerse oficial una nueva moneda de oro: el maravedí alfonsí nuevo (A). Las equivalencias correspondientes para este nuevo sistema monetarios eran las siguientes:
- Un maravedí alfonsí nuevo (A) = 3,411 g de oro
- Cambio oro / plata = 6 ⅔
- Un maravedí alfonsí nuevo (A) = 22,738 g de plata
- Un maravedí alfonsí nuevo (A) = 5 sueldos = 60 dineros
- Un dinero = 0,379 g de plata
- Un marco de plata = 10 ¼ maravedís de cuenta

No se dispone del tipo de cambio oro/plata existente en Castilla en esos momentos, pero si de algunos datos correspondientes al mundo musulmán del Mediterráneo occidental que vienen a coincidir o a ser muy cercanos a las circunstancias político-económicas que no varían sustancialmente respecto al período anterior y el oro africano continuó afluyendo hasta Europa por intermedio del imperio almohade sin interrupciones de relevancia. Es el caso de una noticia de Túnez con un cambio establecido en 1:6 ½ en los entornos del año 1200. Sabemos también que en la economía almohade la mazmodina o maravedí chico se cambiaba por 10 dirhemes, teniendo cada uno de estos últimos un peso de un tercio de la dobla. No se dispone de análisis metalográficos por lo que ha optado por asignarle a este dirhem una ley máxima del 99 %, ya vista en la Península en tiempos del emirato independiente.
- Peso: Una dobla de 4,678 g = 3 dirhemes de 1,559 g
- Valor: Una mazmodina de 2,313 g de oro = 10 dirhemes de 1,543 g de plata
- Cambio oro / plata = 6 ⅔

### El maravedí alfonsí nuevo (A) y los 7 ½ sueldos (1217-1223)
Con la entronización de Fernando III y el posicionamiento en la estructura gubernamental de una voluntad tan decidida como la de su madre Berenguela una de sus primeras decisiones fue la de reorganizar el sistema monetario castellano establecido en 1187. Suponiendo estables todos los parámetros oficiales del período anterior el nuevo sistema monetario se definió por las siguientes fórmulas.
- Un maravedí alfonsí nuevo (A) = 3,411 g de oro
- Cambio oro / plata = 6 ⅔
- Un maravedí alfonsí nuevo (A) = 22,738 g de plata
- Un maravedí alfonsí nuevo (A) = 7,5 sueldos = 90 dineros
- Un dinero = 0,253 g de plata
- Un marco de plata = 10 ¼ maravedís de cuenta

Este nuevo dinero cuya relación con el maravedí ha variado, ya no se cambia por cinco sino por siete sueldos y medio. Esta moneda está atestiguada en el acuerdo que se firmó a finales de 1217 para solventar las disputas que el rey castellano mantenía con su padre Alfonso IX de León y por el que se ajustaron treguas hasta la Pascua de Cuaresma del año siguiente. Por este tratado Fernando III se obligaba a entregar un total de 21 000 maravedís en moneda de vellón —«et morabetinos istos debent dare in denariis ad septem solidos et dimidium Burgalenses uel quindecim solidos de pepionibus pro morabetino»—. El incumplimiento parcial del acuerdo motivó un nuevo acuerdo firmado en Toro el 26 de agosto de 1218 —«undecim millia morabetinorum alfonsinorum uel septem solidos et dimidium Burgalensium aud quindecim solidos de pepionibus sue monete pro morabetino»—. Una escritura palentina de 1222 confirma el carácter novedoso de estos burgaleses —«dineros de la moneda nueba que yo fiz labrar a nobenta dineros el maravedí»—. El sueldo-maravedí establecida en 1:5, la nueva que ascendía a 1:7,5 suponía un 50 % de devaluación.
Su nacimiento tendría lugar en 1217 en las mismas Cortes en las que se efectuó su coronación. Los problemas económicos del nuevo rey eran muy importantes y al decir de Jiménez de Rada no disponía de suficientes recursos con los que afianzar su posición frente a la rebelión nobiliaria encabezada por los Lara y a un padre-rival que acechaba desde el vecino reino de León. En esta tesitura de emergencia la forma más rápida para obtener numerario con el que pagar a sus tropas pasaba por acuñar moneda de forma inmediata utilizando todos los metales preciosos disponibles hasta el punto que doña Berenguela se desprendió de todos sus bienes. Esta nueva moneda no podía acuñarse de forma unilateral so pena de perder el apoyo de nobles y concejos. No quedaba otra que consensuar cambio, reconociendo el oficioso valor devaluado que había dejado Alfonso VIII y ofreciendo las consabidas promesas de estabilidad futura. En este sentido la crónica relata como los principales de Extremadura, Trasierra y Toledo andaban reunidos y ante la llamada de la reina Berenguela acudieron a Valladolid donde ya estaban los nobles y caballeros castellanos y todos juntos reconocieron como rey a Fernando III. El acuerdo alcanzado atrajo más apoyos a la causa del nuevo monarca y no pasó mucho tiempo antes de que se llegaran otras gentes de Extremadura ofreciéndole la fidelidad de sus concejos.
Este sistema reveló pronto su debilidad, venía impuesto por unas circunstancias políticas y económicas complejas y se había adoptado con demasiada rapidez.

### El maravedí alfonsí nuevo (B) y los 90 dineros (1223-1268)

#### El reinado de Fernando III.
Este ajuste fernandino no fue definitivo y hubo de completarse en 1223, casi coincidente con el comienzo de su segundo septenio, para luego seguir un largo período en los que el sistema permaneció estable. El nuevo cambio se manifiesta documentalmente en los diplomas toledanos que desde finales de ese año introducen cláusulas que indican la aparición de un nuevo tipo de moneda de oro. En noviembre se vendía una viña en la vega de Olías la Mayor, por un total de 30 mizcales de oro alfonsí «que hace correr ahora la ceca de Toledo».
Todesca no duda que este acuñó moneda de oro, pero lo hizo siguiendo los patrones de sus antecesores. Su inmediato antecesor Enrique I ya había actuado de esta forma. Sus maravedís son prácticamente idénticos a los de Alfonso VIII y de hecho incluso se mantuvo la inscripción «ALF» que recuerda a este primer rey que los acuñó. La única licencia que se permitieron los monederos enriqueños fue la inclusión de las fechas correspondientes a su reinado.
La presencia de esta esquiva moneda áurea estaría atestiguada en el siglo XIV en un texto catalán que reconoce la existencia de dos maravedís: «Item morabatins vells son a ley de XXI quirats, e als altres de XX quirats, e pesa lo dret moratabatí XXI quirats». De donde se identifica el maravedí alfonsí nuevo (A) como el morabatí vell o dret morabatí con una ley de 87,5 % mientras el altre morabatí es el maravedí alfonsí nuevo (B) más moderno y de peor ley, un 80 %, y que sería una versión degenerada de su predecesor. Se observa que la fineza de estas monedas concuerda con la asignada. Del maravedí alfonsí ya no quedaba rastro alguno por entonces.
Su emisión se utilizaría en sus relaciones económicas con el mundo musulmán, tanto andalusí como norteafricano. Era este un procedimiento habitual en las cecas del sur de Francia y norte de Italia donde se acuñaron imitaciones de dirhemes almohades, los denominados «millareses» al objeto de beneficiarse del diferente cambio oro/plata que existía entre estas zonas y el norte de África. Con el tiempo no se consideró suficiente el beneficio obtenido y cada vez más se recurrió a lo largo del siglo XIII a la falsificación pura de estas monedas reduciendo considerablemente la cantidad de plata presente en las mismas.
Son conocidos los diplomas de los reyes aragoneses por los que autorizan a distintas cecas de sus posesiones norpirenaicas la acuñación de estas monedas falsas a cambio de un subsidio económico a la monarquía. Más tarde tras las conquistas en Murcia y el Valle del Guadalquivir continuaron acuñándose estos dirhemes / mizcales / dineros de plata para garantizar la continuidad de la economía de estas regiones habitadas mayoritariamente en esos primeros momentos por musulmanes.
Nuevo sistema monetario:
- Un maravedí alfonsí nuevo (B) = 3,118 g de oro
- Cambio oro / plata = 7 ½
- Un maravedí alfonsí nuevo (B) = 23,385 g de plata
- Un maravedí alfonsí nuevo (B) = 7,5 sueldos = 90 dineros
- Un dinero = 0,26 g de plata
- Un marco de plata = 10 maravedís de cuenta

#### La crisis del maravedí de oro a finales del reinado de Fernando III (1217/1252)
Durante el reinado de Fernando III, se acuñaron maravedíes de oro y maravedíes de Vellón ( moneda más baja en valor, compuesta por aleaciones de cobre y otros metales más baratos que el oro). Sin embargo, la estabilidad económica de la época estaba afectada por diversas circunstancias, incluyendo la Reconquista de territorios a los musulmanes, las tensiones sociopolíticas y la convivencia de diferentes monedas en circulación. 
La emisión descontrolada de monedas de baja calidad junto a la falta de unificación en las acuñaciones y la manipulación de la ley del precio  por la cual se establecía el valor de cambio entre las monedas llevaron a una situación caótica en el sistema monetario. 
En el año 1268, cuando en las Cortes de Sevilla Alfonso X de Castilla hubo de intervenir en apoyo del deteriorado maravedí de oro alfonsí, legislando sobre dicho extremo, obligado por la pérdida de cotización material, pero no contable, de la misma. Situación que ha sido suficientemente explicada, ya que no fue del agrado de la nobleza.

### Uso como moneda de cuenta
En las décadas centrales del siglo XIV d. C. se abandonó el uso del maravedí como moneda con existencia física. Sin embargo, se continuó empleando el maravedí como moneda de cuenta, para hacer las conversiones entre las diversas monedas en uso. Algunas de estas tenían valores superiores al maravedí, mientras que otras, como la blanca, serían equivalentes a fracciones de maravedí. Así se habla de tendencia a la devaluación del maravedí durante el periodo 1429-1451, seguido de un periodo de estabilidad que llegaría hasta 1460, y devaluándose de nuevo hasta llegar hacia 1480.
Tras la primera guerra civil castellana, a finales del siglo XIV d. C., se hicieron fuertes devaluaciones para poder pagar la guerra. Al estar el maravedí relacionado con el valor de las monedas devaluadas, se creó un nuevo maravedí, cuyo valor era la mitad del viejo maravedí.

### Uso como moneda de la Edad Moderna
Moneda de cobre de curso legal desde los Reyes Católicos en la Corona de Castilla y en Navarra, y a partir de la Guerra de Sucesión, también en la Corona de Aragón, salvo en el Reino de Mallorca; estuvo vigente hasta la primera reforma en el sistema monetario de Isabel II (1474-1854).
En 1854, bajo el reinado de Isabel II, el maravedí empezó a sustituirse por el "céntimo de real". Se buscaba simplificar y dejar atrás la vieja y compleja contabilidad en maravedíes, más propios del medievo que del siglo XIX d. C. Para ello se estableció que un maravedí  valiera 3 céntimos de real y que 17 maravedís fueran equivalentes a  medio real o 5 céntimos de escudo (en vez de 5,1). Todo para conseguir un nuevo sistema monetario de base decimal mucho más moderno y fácil de usar.
Las emisiones de céntimos de real se mantuvieron hasta 1864, a partir de esa fecha, las monedas de cobre que se empezaron a acuñar, pasaron a llamarse "céntimo de escudo" (también denominado "décima" por ser equivalente a la décima de real).

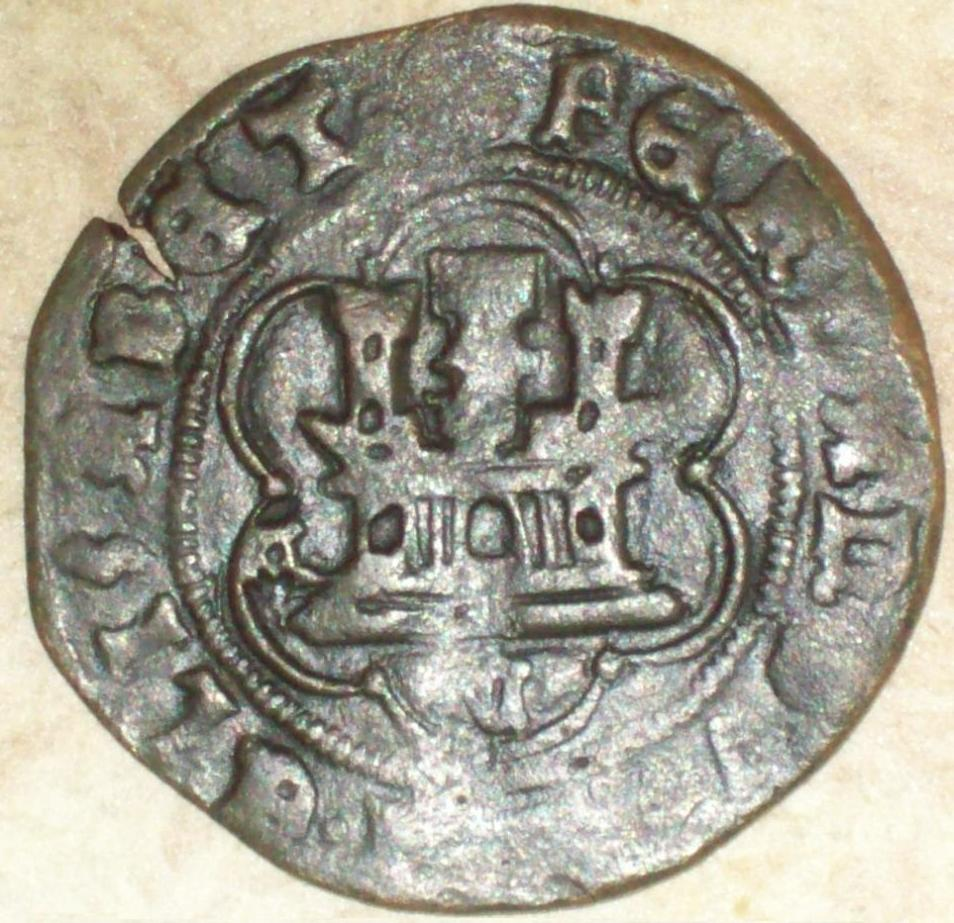
Anverso de moneda de 4 maravedís (cobre), acuñada a nombre de los Reyes Católicos con "ceca" de Cuenca.
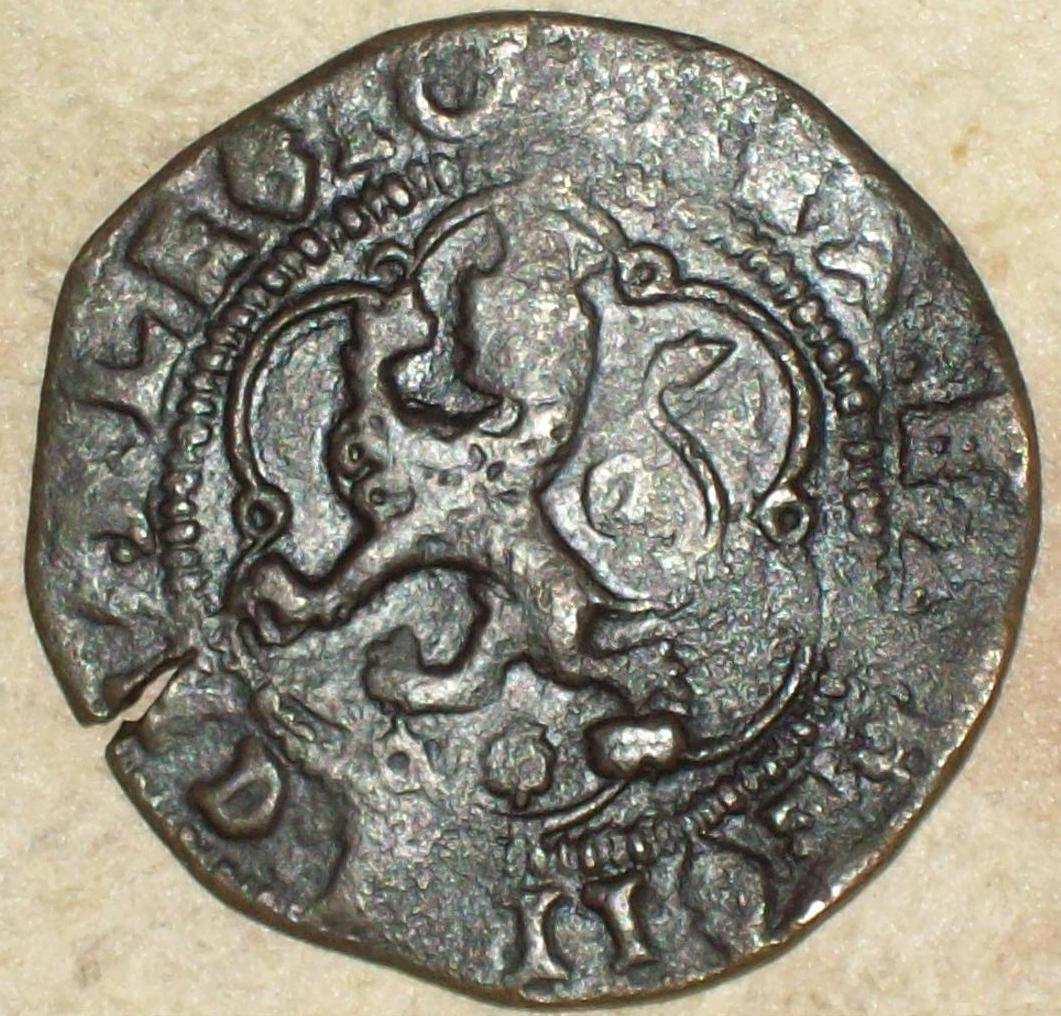
Reverso de moneda de 4 maravedís (cobre), acuñada a nombre de los Reyes Católicos con "ceca" de Cuenca.
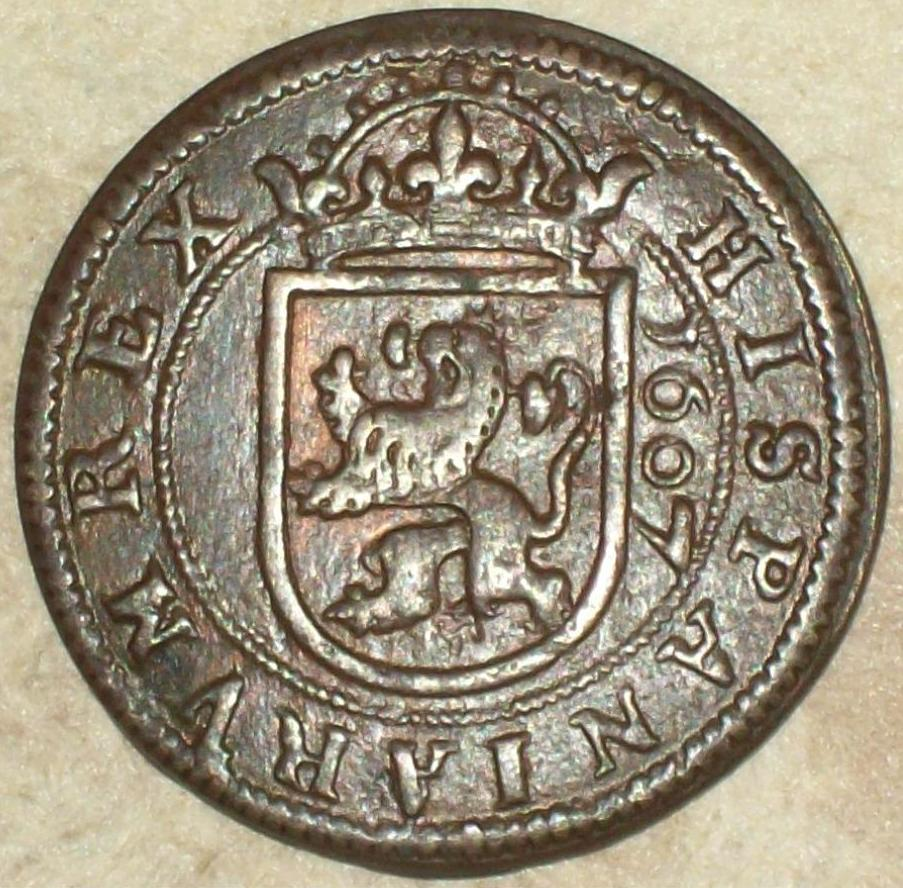
Anverso de moneda de 8 maravedís (cobre) de Felipe III con "ceca" de Segovia del año 1607.
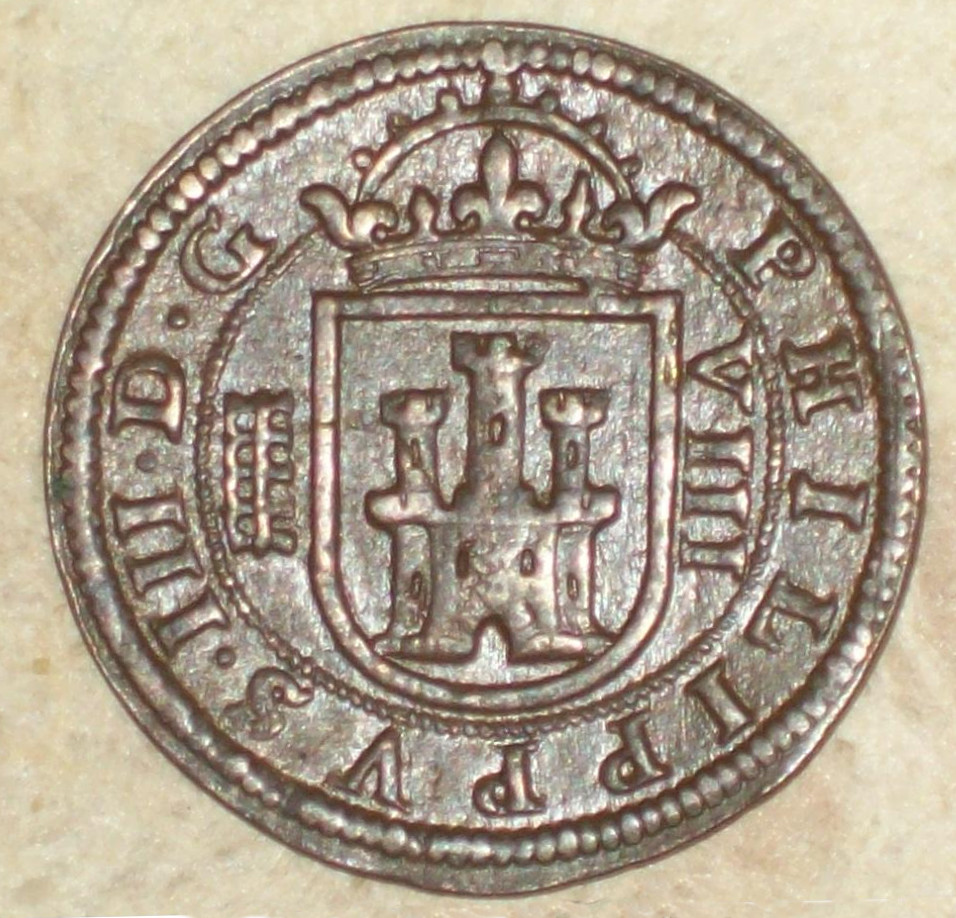
Reverso de moneda de 8 maravedís (cobre) de Felipe III con "ceca" de Segovia del año 1607.
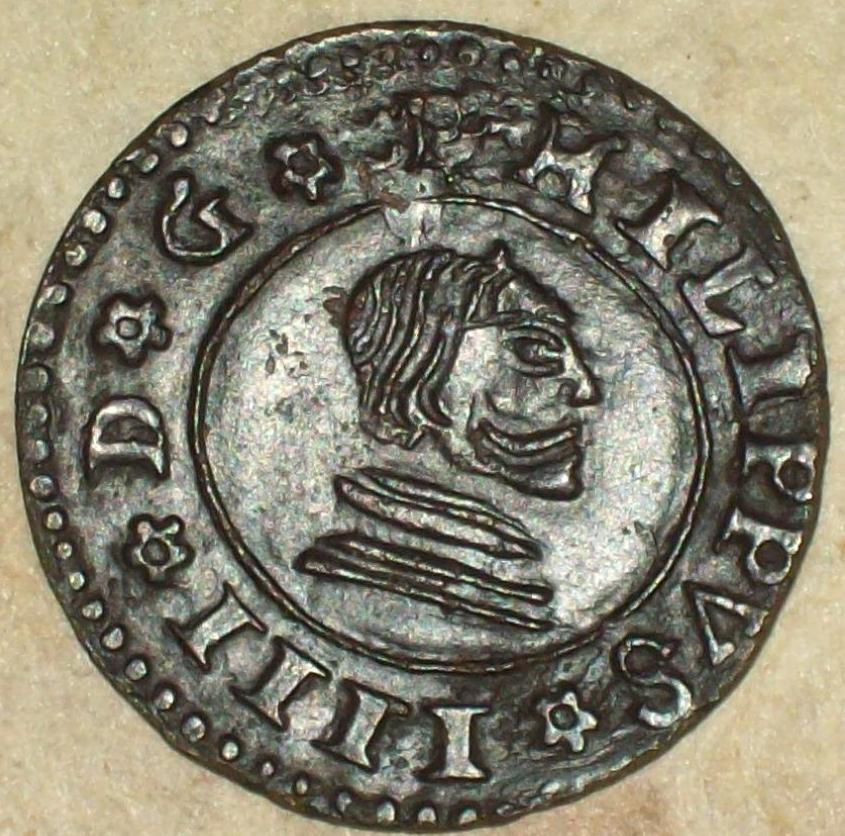
Anverso de moneda de 16 maravedís (cobre) de Felipe IV con "ceca" de Sevilla del año 1662.
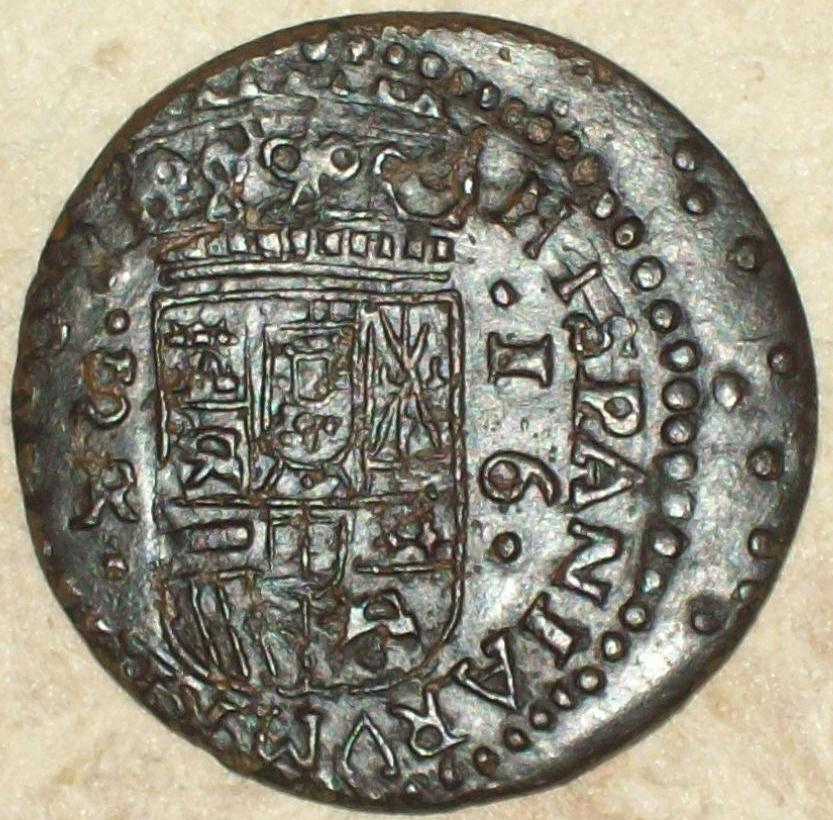
Reverso de moneda de 16 maravedís (cobre) de Felipe IV con "ceca" de Sevilla del año 1662.
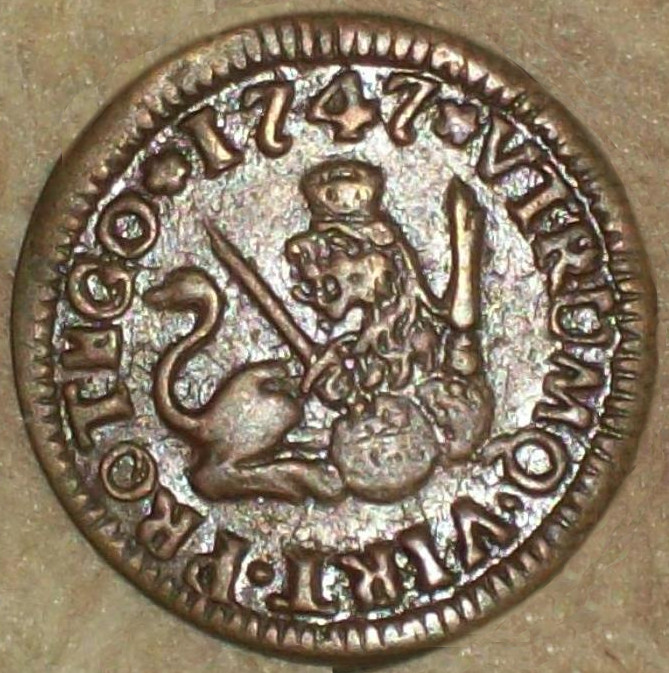
Anverso de moneda de 1 maravedí (cobre) de Fernando VI con "ceca" de Segovia del año 1747.
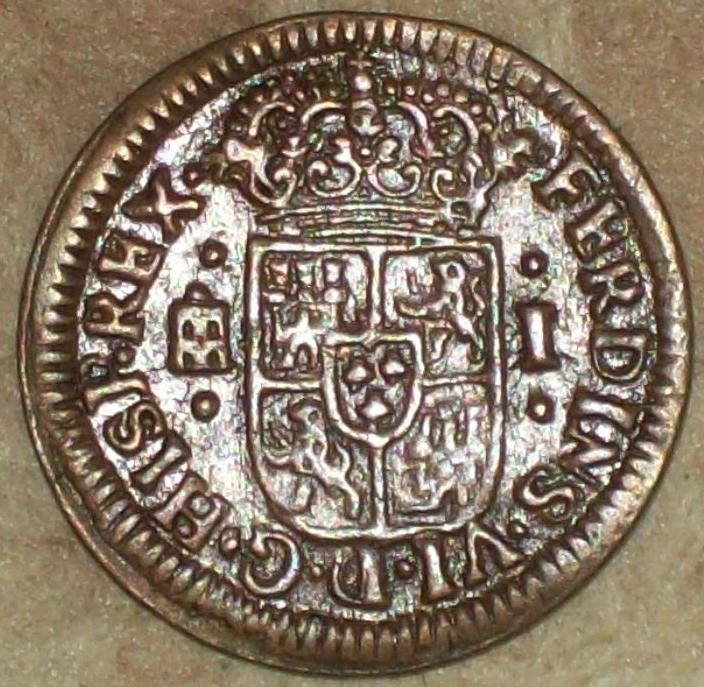
Reverso de moneda de 1 maravedí (cobre) de Fernando VI con "ceca" de Segovia del año 1747.

Las monedas españolas contemporáneas al maravedí de cobre fueron el "real" de plata y el "escudo" de oro. La más famosa de las monedas de más valor con las que coexistió el maravedí  fue la moneda de ocho reales: el “real de a 8”, que gracias al amplio uso que tuvo a finales del siglo XVIII d. C. en Europa, toda América y el extremo oriente, se convirtió en la primera divisa de uso mundial. Fue la primera moneda de curso legal en los Estados Unidos hasta que una ley de 1857 desautorizó su uso. Muchas de las monedas actuales, tales como el dólar canadiense, el dólar estadounidense o el yuan chino, están basadas en los pesos y medidas del "real de a 8".
Un cambio común desde 1497, dado que es variable durante toda la época moderna, es el siguiente: cada 34 maravedís era un real y a su vez 16 reales de plata eran 1 escudo de oro; por lo que 272 maravedís eran un "real de a 8" y 544 maravedíes eran un escudo. El término “doblón” hace referencia a la moneda de doble escudo (2 escudos de oro) y serían 1088 maravedíes. 
El escudo, desde 1535 cotizó a 350 maravedís. Su valoración cambia a lo largo de la época moderna, oscilando entre los 400 maravedís de 1566 y los 440 de 1609. El real tampoco estuvo exento de cambios en su paridad; cotizó en 1642 a 45 maravedís y a 64 maravedís desde 1686.
En el reinado de los Reyes Católicos, las monedas de oro tuvieron otros nombres, como ducados, excelentes o dobles excelentes, y existieron otras monedas de cobre además del maravedí,  La “blanca” (que era una moneda de medio maravedí), el “dinero”,… Al ser estas monedas muy pequeñas han trascendido hasta nuestros días las locuciones “estar sin blanca”  y  “no tener dinero”  como expresiones para indicar la carencia de metálico.

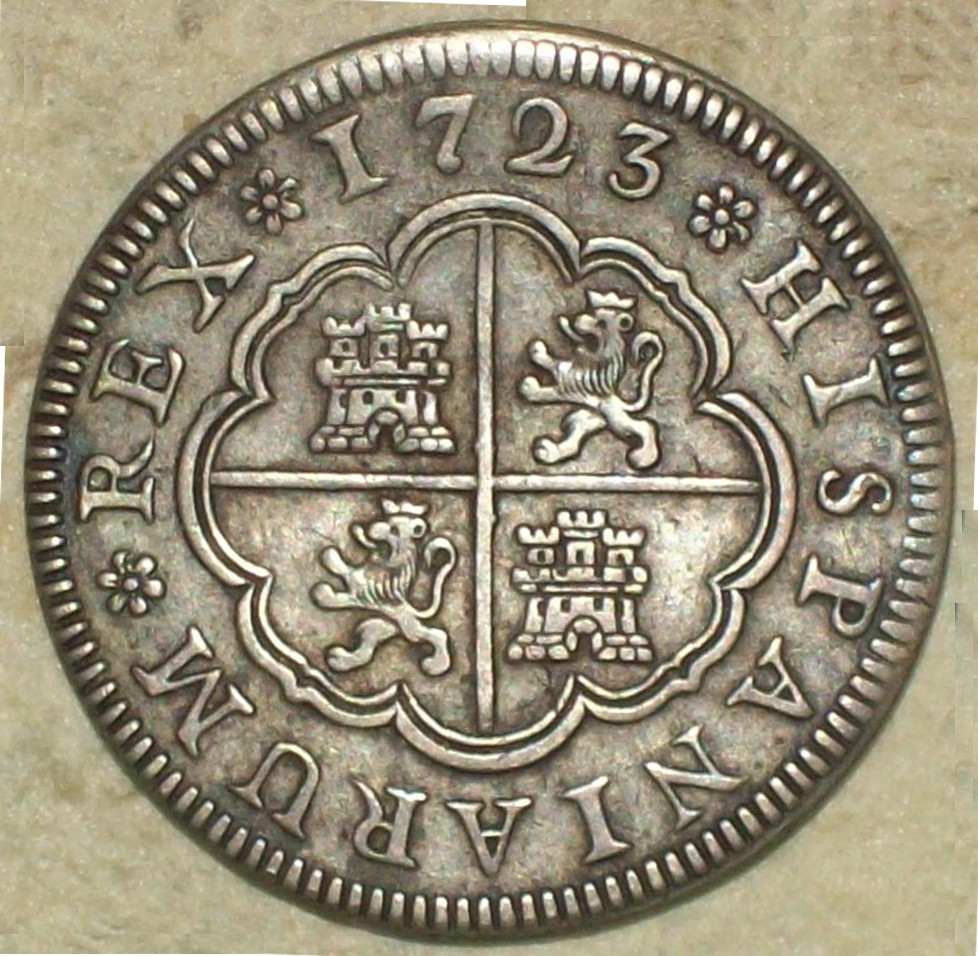
Anverso de moneda de 2 reales (plata) de Felipe V con "ceca" de Segovia del año 1723.
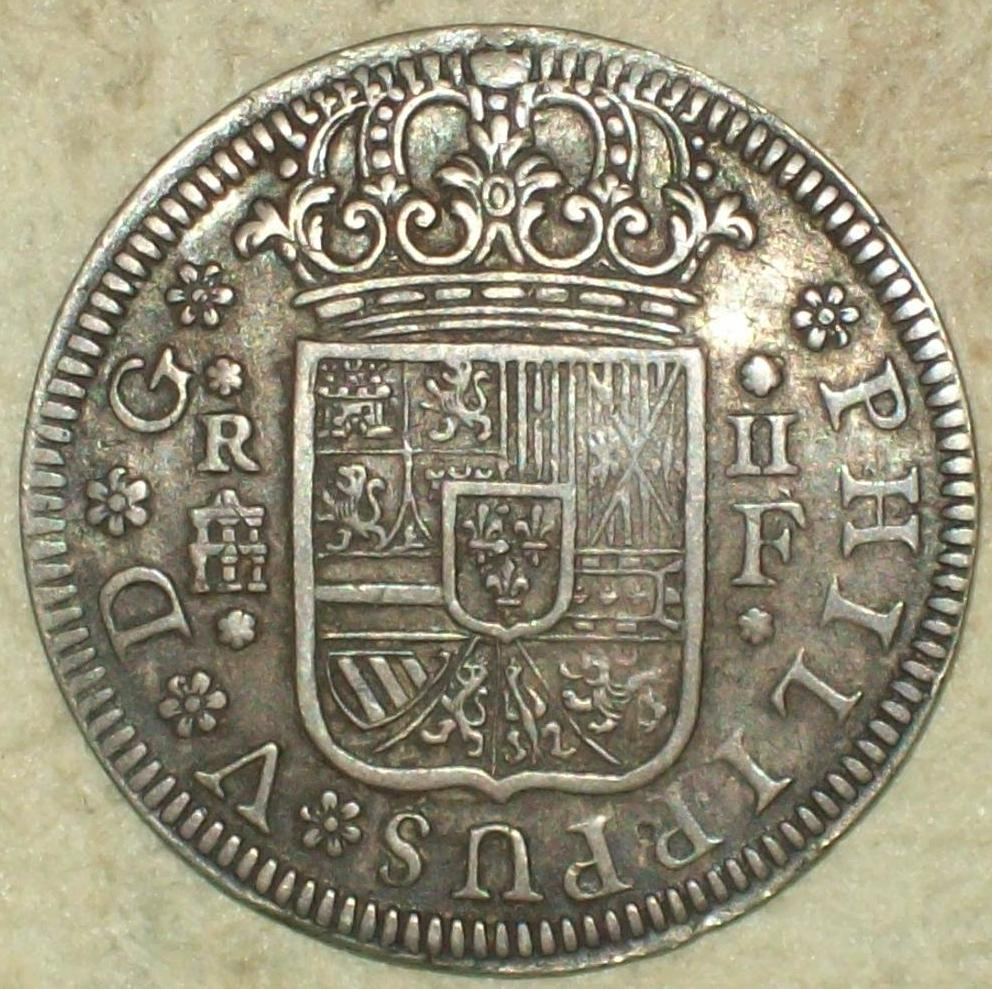
Reverso de moneda de 2 reales (plata) de Felipe V con "ceca" de Segovia del año 1723.
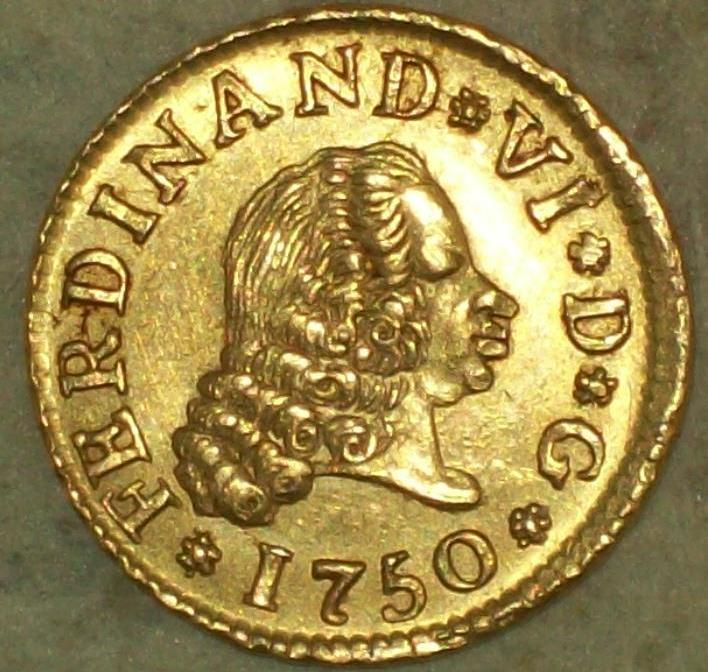
Anverso de moneda de 1/2 escudo (oro) de Fernando VI con "ceca" de Madrid del año 1750.
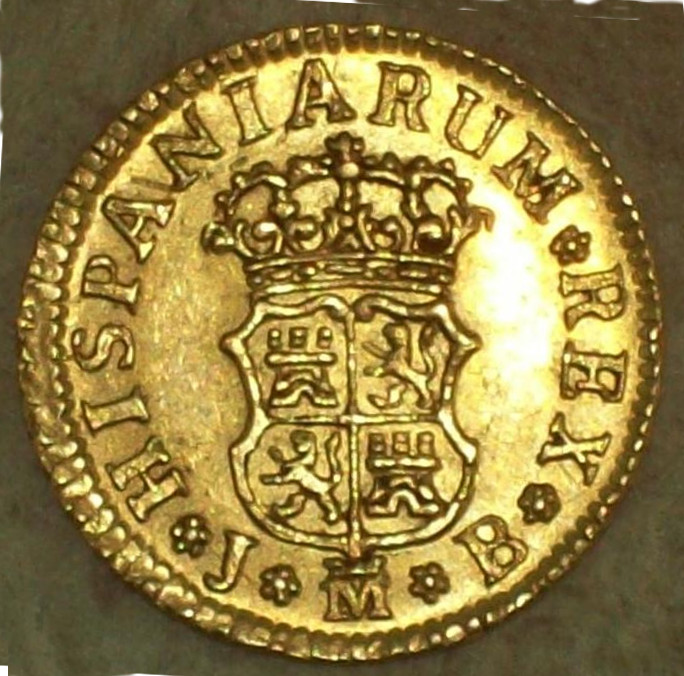
Reverso de moneda de 1/2 escudo (oro) de Fernando VI con "ceca" de Madrid del año 1750.

Los valores más usuales fueron monedas “de a uno”, “de a dos”, “de a cuatro”, “de a ocho” y de dieciséis maravedís. Fueron acuñadas en distintas cecas durante los reinados de Isabel y Fernando, Juana y Carlos, Carlos I, Felipe II, Felipe III, Felipe IV, Carlos II, Felipe V, Luis I (dada la brevedad de su reinado no llegó a acuñar maravedís, aunque sí Treseta, Dobler, Real y Escudo), Fernando VI, Carlos III, Carlos IV, José Napoleón, Fernando VII e Isabel II.